# Яксоновиці
Яксоновиці (пол. Jaksonowice) — село в Польщі, у гміні Длуґоленка Вроцлавського повіту Нижньосілезького воєводства.
Населення — 154 особи (2011).
У 1975-1998 роках село належало до Вроцлавського воєводства.

## Демографія
Демографічна структура станом на 31 березня 2011 року:
|          | Загалом | Допрацездатний вік | Працездатний вік | Постпрацездатний вік |
| -------- | ------- | ------------------ | ---------------- | -------------------- |
| Чоловіки | 79      | 20                 | 53               | 6                    |
| Жінки    | 75      | 13                 | 42               | 20                   |
| Разом    | 154     | 33                 | 95               | 26                   |